# HMD Global (společnost)
HMD Global je finská technologická společnost vyrábějící mobilní telefony a smartphony pod značkou Nokia. Společnost se skládá z divize mobilních telefonů, kterou Nokia v roce 2014 prodala společnosti Microsoft a poté ji v roce 2016 koupila zpět. Společnost HMD začala 1. prosince 2016 uvádět na trh smartphony a telefony značky Nokia. Společnost má exkluzivní práva na značku Nokia pro mobilní telefony prostřednictvím licenční smlouvy.  Značka HMD se používá pouze pro firemní účely a neobjevuje se v reklamě, zatímco název "Nokia Mobile" se používá na sociálních sítích.
HMD má partnerství s Googlem a používá operační systém Android v rámci programu Android One na svých chytrých telefonech zatímco běžné telefony HMD používají platformu Series 30+ nebo nejnověji KaiOS.